# Karel Špillar

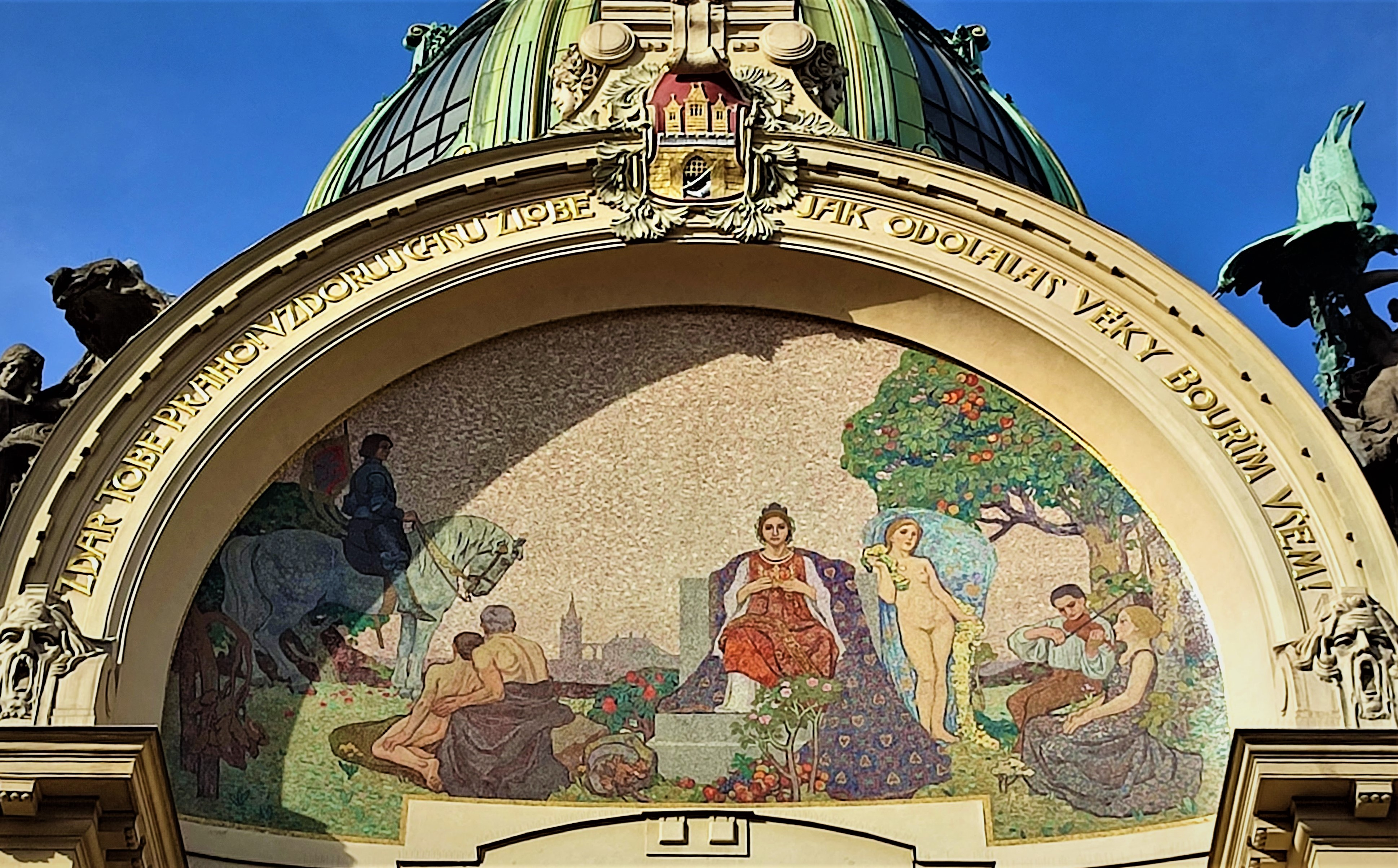
Hold Praze (1909),
mozaika na průčelí Obecního domu v Praze

Karel Špillar (21. listopadu 1871, Plzeň – 6. dubna 1939, Praha) byl český malíř a grafik období secese a optimistického vitalismu, profesor na Uměleckoprůmyslové škole v Praze.

## Život a dílo
Karel Špillar se narodil v rodině plzeňského finančního úředníka Antonína Špillara a jeho ženy Františky. Rovněž jeho bratři Jaroslav Špillar a Rudolf Vojtěch Špillar se stali malíři. Po ukončení školní docházky v Plzni se Karel Špillar v letech 1885–1893 stal žákem pražské Uměleckoprůmyslové školy v ateliéru pro dekorativní malbu vedeném Františkem Ženíškem, který učil také jeho bratra Jaroslava. Od roku 1902 patřil k aktivním členům Spolku výtvarných umělců Mánes. Od roku 1913 působil na Uměleckoprůmyslové škole jako učitel kresby aktu, roku 1925 zde byl jmenován profesorem.
- Oltářní obraz pro kapli v Ostravě (1893), první zakázka po ukončení studia
- V následujících letech tvořil užitou grafiku a drobné zakázky.
- Dekorativní panely pro pavilon Pražské obchodní a živnostenské komory na světové výstavě v Paříži – první velká realizace dekorativní malby ve stylu secesního symbolismu, provedl je v roce 1899 ve spolupráci s Janem Preislerem
- Dekorativní výzdoba interiéru hotelu Central v Hybernské ulici v Praze, z roku 1900.
- Dva historické obrazy pro zasedací síň Vlašského dvora v Kutné Hoře (1901), s bratrem Jaroslavem Špillarem
- Plakát pro výstavu spolku Mánes ve Vídni v roce 1902: plakát s motivem ženy opřené o strom, zasněně hledící mimo obraz. V rukou drží tři ovocné plody – výsledky uměleckých tvůrčích snah.[3]

Léta 1902–1908 Karel Špillar strávil na studijním pobytu ve Francii. Žil v Paříži a často jezdil do Normandie. Seznamoval se s pracemi současných francouzských malířů. Nejvíce jej ovlivnila tvorba Pierra Puvise de Chavannes, což se projevilo již v anonymní soutěži na
- oponu Vinohradského divadla, která byla vyhlášena roku 1905. Návrh opony[4] obsadil druhé místo a francouzský vliv lze pozorovat i v jeho pozdějších návrzích monumentálních maleb. Z Francie se Špillar vrátil v roce 1908, odchod uspíšila smrt jeho otce a duševní onemocnění bratra Jaroslava.

Po návratu do Čech se věnoval monumentální freskové malbě, sgrafitům i užité grafice, hlavně plakátům.
- Dva návrhy na figurální mozaiku Hold Praze na průčelí Obecního domu v Praze vyhrály v soutěži první i druhou cenu, provedl je roku 1909, v následujícím roce provedl také malby ve Smetanově síni.

Je také autorem řady sokolských kreseb a plakátů.
Po smrti bratra Jaroslava († 1917) trávil prázdniny v jeho vile v Peci pod Čerchovem, některé náměty čerpal z chodského prostředí.
- Obraz Krista Pantokratora pro hlavní oltář kostela sv. Mikuláše v Praze na Starém Městě (1917)

Léta 1918-1938 jsou obdobím Špillarovy monumentální novobarokní malby, navazující na Švabinského vitalismus a optimistickou linii malby Rudolfa Vejrycha a Jakuba Obrovského. Tematicky obrazy zahrnují často portréty, ženské i dětské akty, také Milence se satyrem, radostné mytologické náměty jako Paridův soud, nebo alegorické kompozice typu Hold matce Vlasti či Mír.
Zemřel po delší nemoci na jaře roku 1939 a je pohřben na Vinohradském hřbitově v Praze.

## Výstavy
Karel Špillar se pravidelně zúčastňoval výstav SVU Mánes, vystavoval také s Jednotou výtvarných umělců.

V letech 1948–1980 se jeho obrazy téměř nevystavovaly, zlom přinesla až samostatná výstava v roce 1980, která vyvolala mimořádný zájem veřejnosti.

### Samostatné
- První samostatná výstava v Obecním domě Praha pořádaná Jednotou umělců výtvarných, Praha 1926
- Druhá samostatná výstava, Plzeň 1927
- Výstava pastelů a kreseb prof. Karla Špillara, Rubešova galerie, Praha I, Praha 1938
- Karel Špillar, (posmrtná výstava), Jednota umělců výtvarných a Hollar, Praha 1939
- Výstava obrazů Karla Špillara, Národní galerie v Městské knihovně v Praze, Praha 1971
- Karel Špillar 1871 – 1939, Středočeská galerie v Praze, Praha 1980
- Karel Špillar : 38. výtvarné Hlinecko 1997, Městské muzeum a galerie v Hlinsku, Hlinsko 1997
- Karel Špillar: 1871 – 1939, Obecní dům Praha, Praha 2000

### Společné
- Výstava prací malíře Karla Špillara a sochaře Franty Úprky, Obecní dům Praha, Praha 1926
- Výstava obrazů Jaroslava a Karla Špillara, Západočeské muzeum v Plzni, Plzeň 1949
- Kresba 19. století ze sbírky Západočeské galerie v Plzni - 2. část, Oblastní galerie v Liberci, Liberec 2007
- Bratři Špillarové, Galerie bratří Špillarů, Domažlice 2009
- Mistři české krajinomalby, Galerie Diamant, Spálená 4, Praha 2011
- 1912, výstava v Obecním domě v Praze, Praha 2012

Velká část jeho prací je nyní ve sbírkách Národní galerie v Praze a v Galerii hlavního města Prahy (234 děl). Řadu obrazů, (zejména s chodskými motivy), vystavuje Galerie bratří Špillarů v Domažlicích.

## Galerie

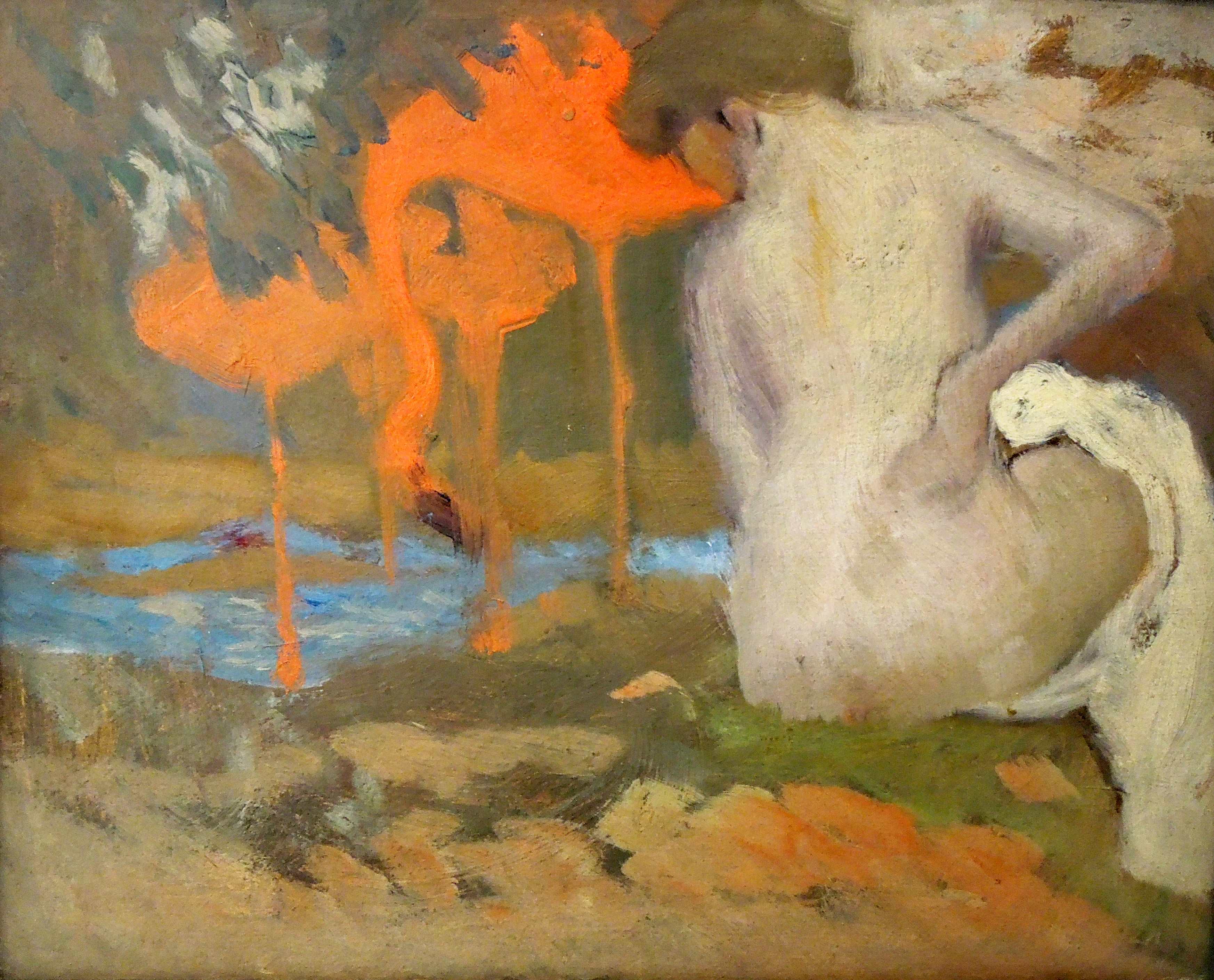
Leda s labutí
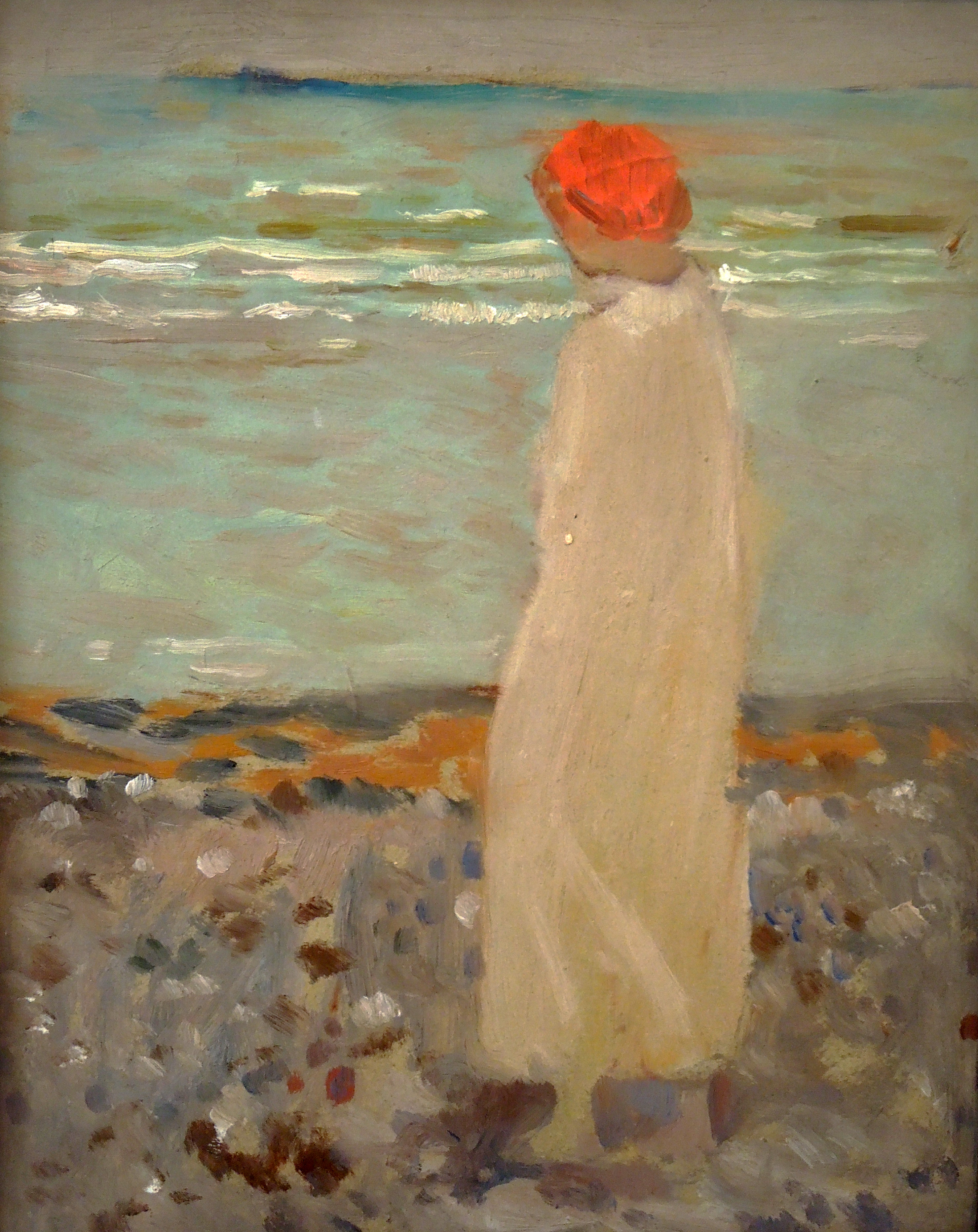
Na pláži
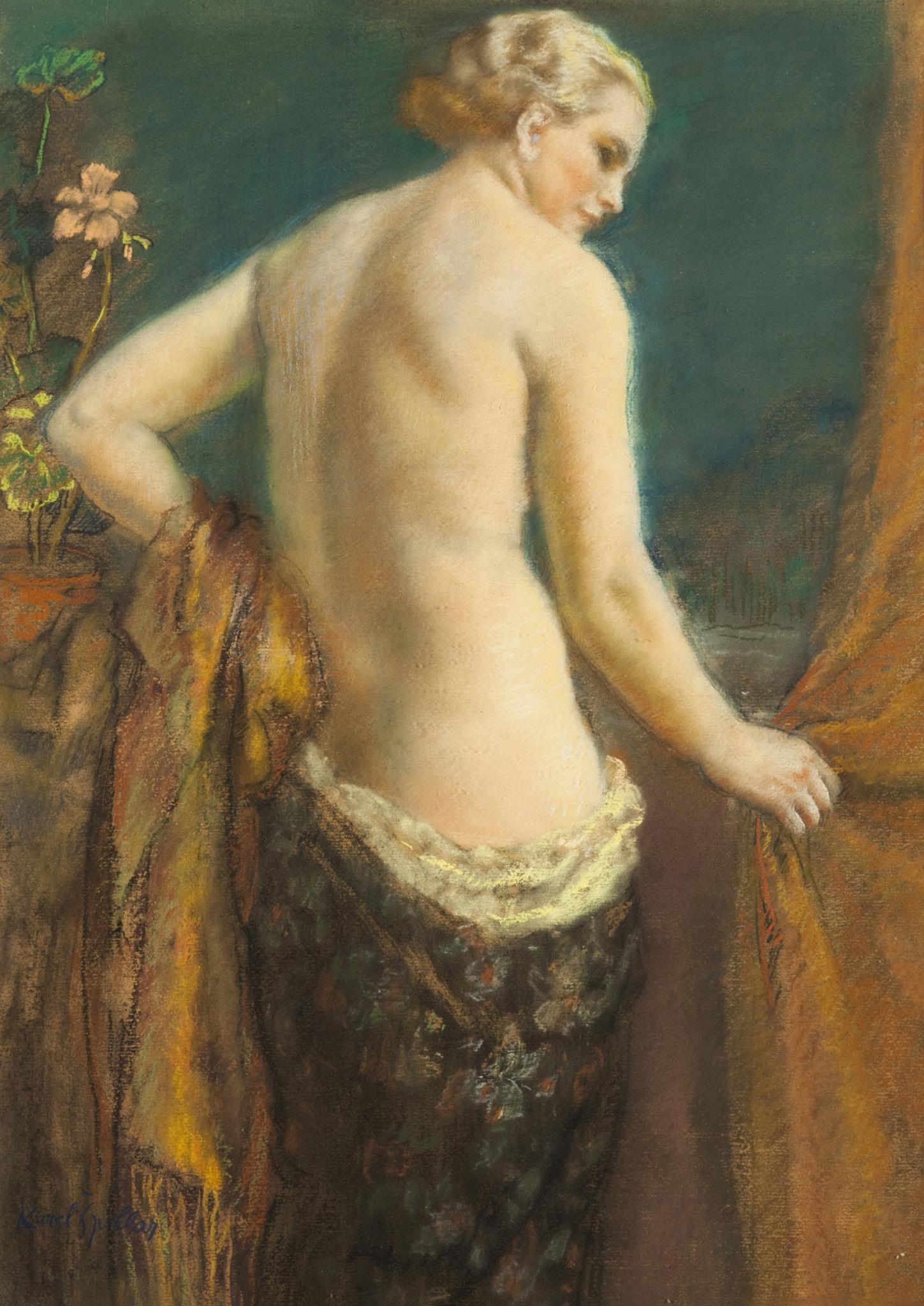
Toilette (1939)
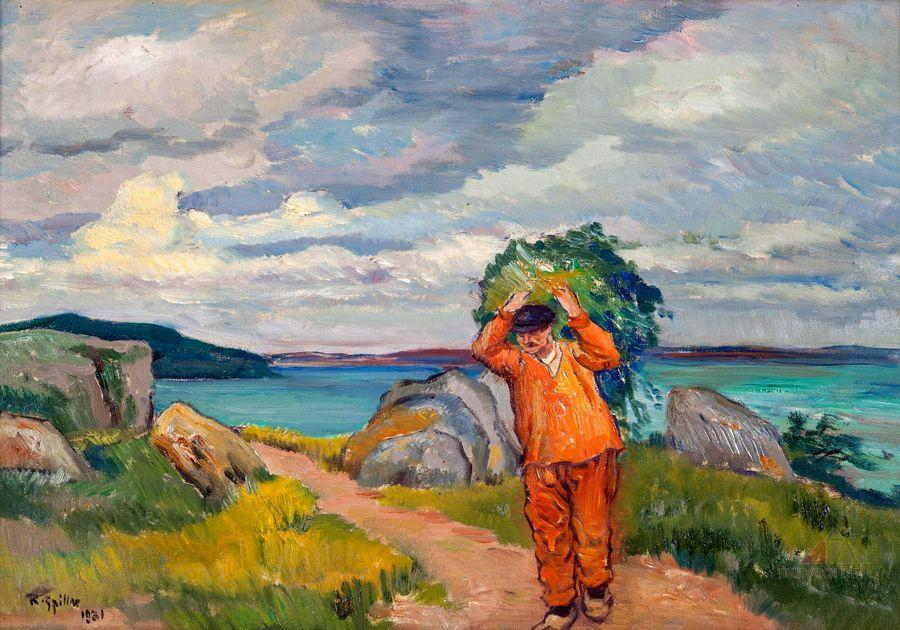
Bretaňský rybář s chaluhou na zádech
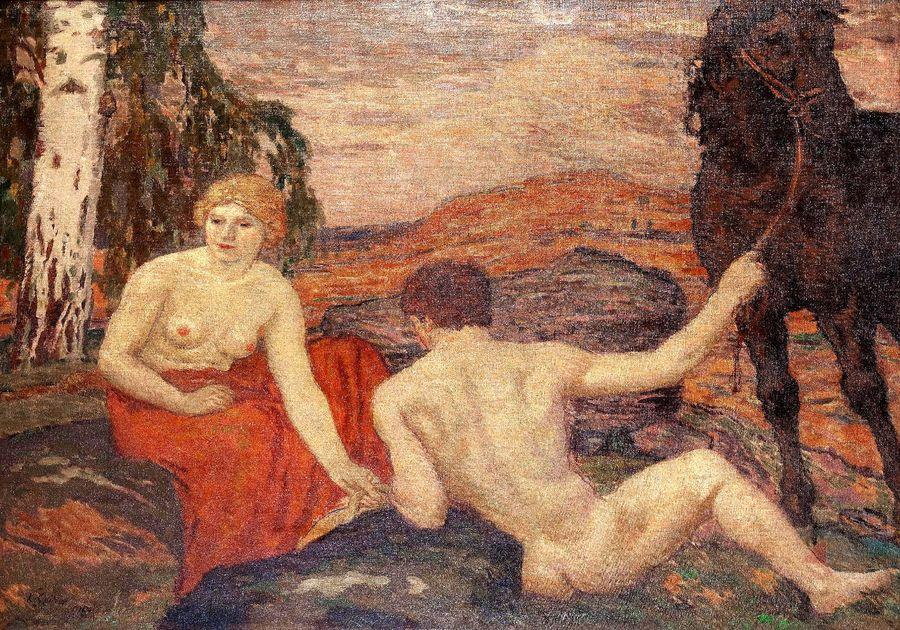
Po bouři
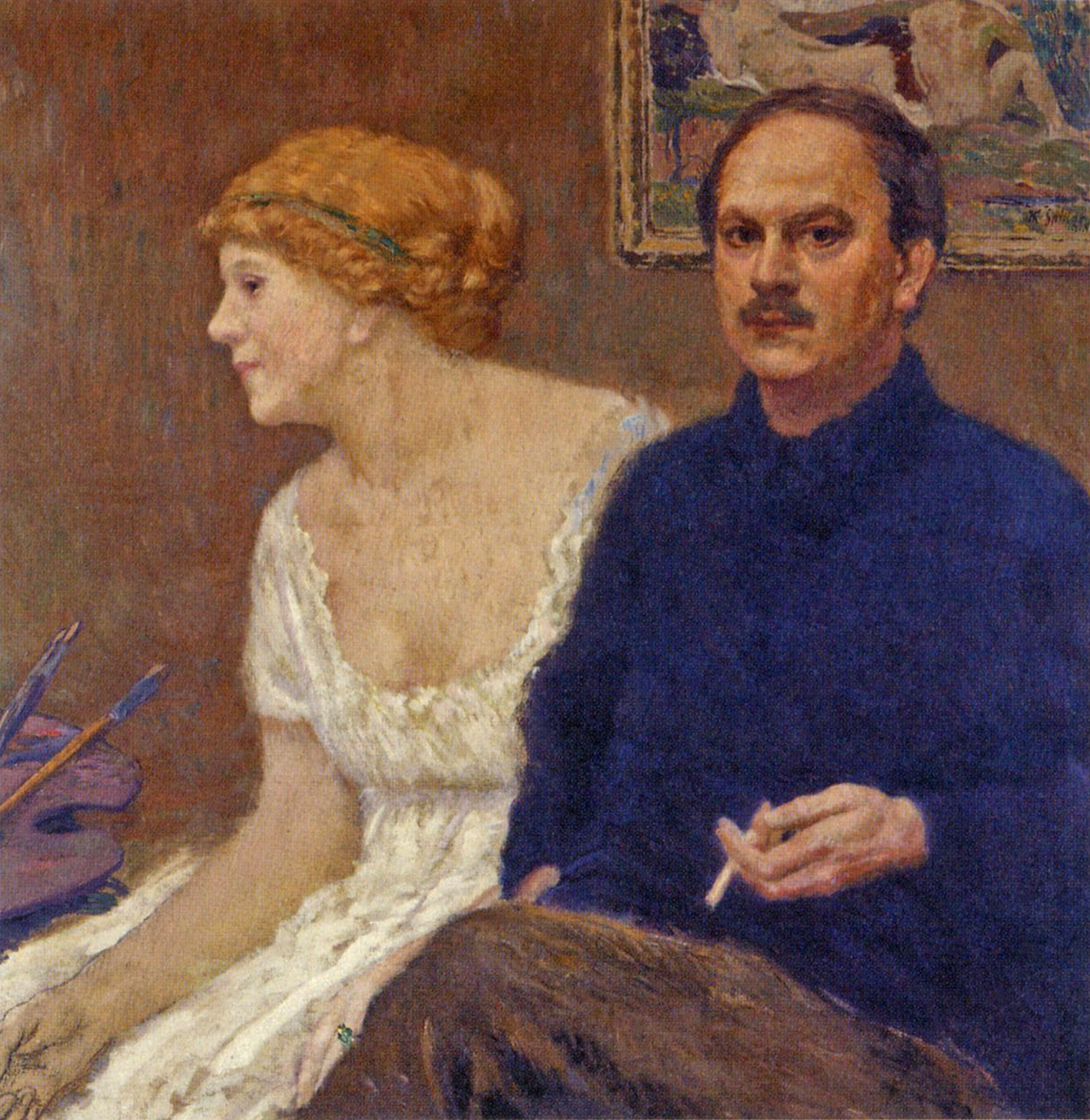
Autoportrét s manželkou
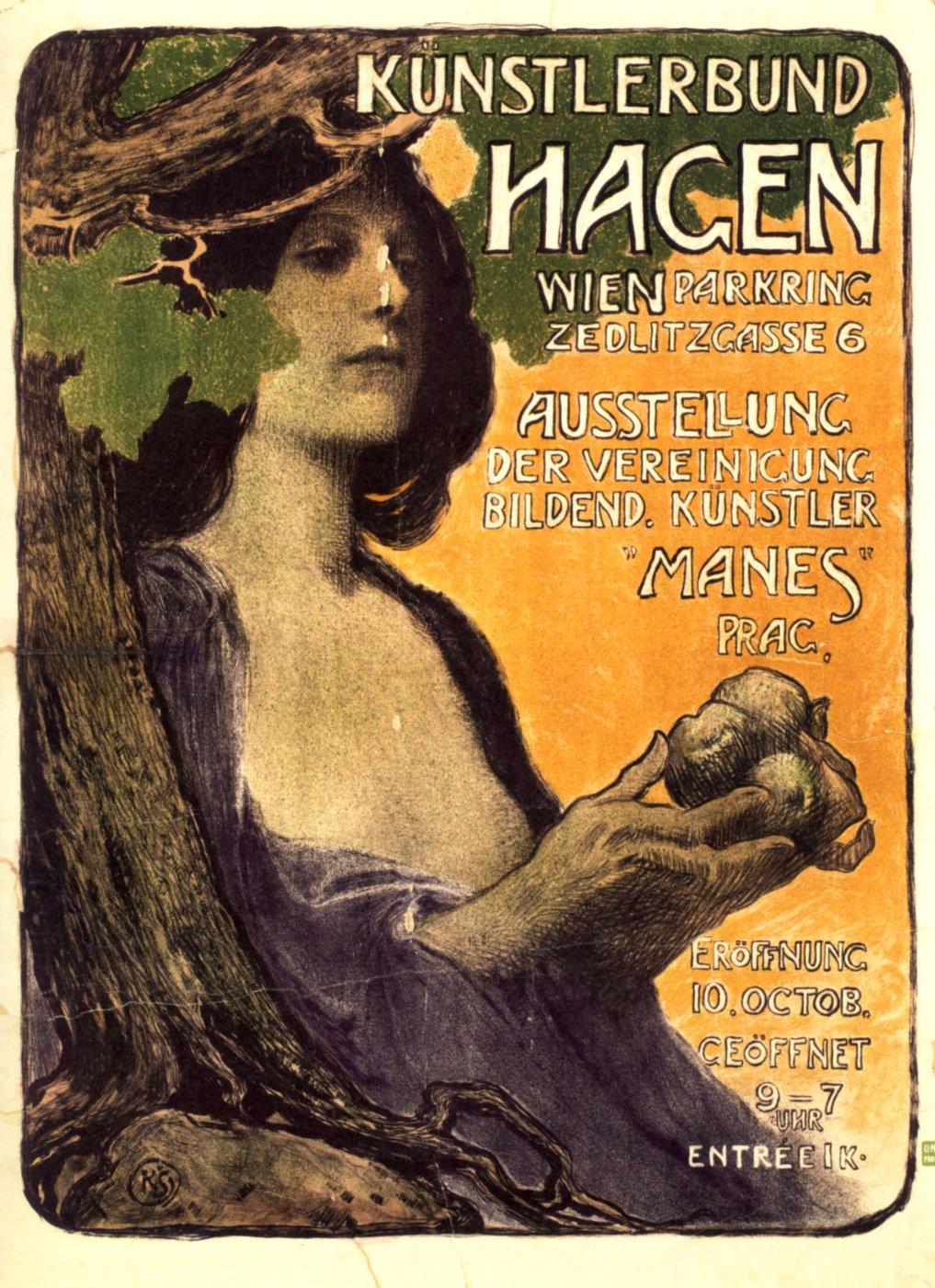
Plakát výstavy SVU Mánes v Hagenbundu, Vídeň 1902
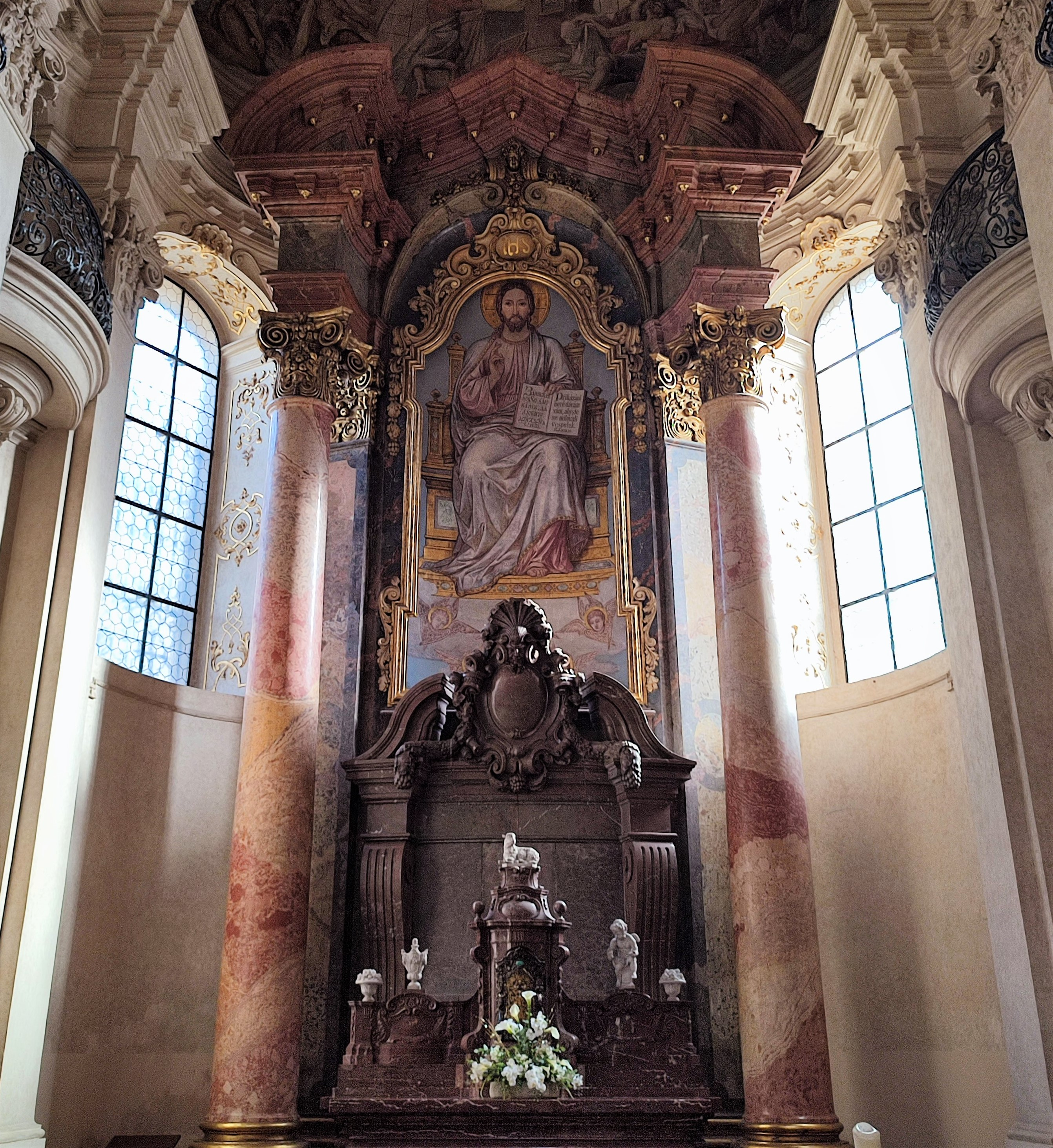
Hlavní oltář kostela sv. Mikuláše, Praha 1